# Unununium
Unununium és un sistema operatiu sense nucli, ideat amb l'objectiu de ser ràpid i simple. El projecte es va iniciar pels voltants de l'any 2000, per l'informàtic Dave Poirier. El 2004, la versió 0.1 d'Unununium fou treta al públic. El projecte es va abandonar definitivament el 2007 per manca de suport i interès, i no es mostren signes que indiquin una represa del projecte. El web ja no està actiu.